# Bazyli Samojlik
Bazyli Samojlik (ur. 5 listopada 1943 w Józefowie, zm. 8 kwietnia 2019) – polski ekonomista, doktor habilitowany nauk ekonomicznych, polityk, profesor nadzwyczajny Akademii Leona Koźmińskiego w Warszawie. Minister finansów w latach 1986–1988.

## Życiorys
Absolwent Szkoły Głównej Planowania i Statystyki w Warszawie, gdzie w latach 1965–1978 był asystentem, a do 1979 adiunktem. W 1970 odbył staż na Uniwersytecie Harvarda. W 1981 uzyskał stopień naukowy doktora habilitowanego nauk ekonomicznych.
Od 1966 należał do Polskiej Zjednoczonej Partii Robotniczej. W strukturze partyjnej pełnił funkcję I sekretarza podstawowej organizacji partyjnej SGPiS (1971–1973) oraz inspektora Wydziału Planowania i Analiz Gospodarczych Komitetu Centralnego (1978–1980). W 1980 został doradcą ekonomicznym Prezesa Rady Ministrów, od 1983 do 1986 kierował zespołem doradców. Od 17 lipca 1986 do 14 października 1988 jako minister finansów wchodził w skład rządu Zbigniewa Messnera, oraz prezydium rządu. Pełnił funkcję radcy ekonomicznego-ministra pełnomocnego w Biurze Radcy Ekonomicznego w Waszyngtonie.
Objął stanowisko profesora nadzwyczajnego Szkoły Głównej Handlowej w Warszawie (1998), Wyższej Szkoły Handlu i Prawa im. Łazarskiego (1998) i Akademii Leona Koźmińskiego w Warszawie (1999).
Zasiadał w zarządzie Prywatnego  Banku Komercyjnego Leonard S.A. Pełnił funkcję wiceprezesa Powszechnego Banku Kredytowego S.A. (1991–1993), Hortex S.A. (1993–1995), Polskich Linii Lotniczych LOT S.A. (1995–1998) oraz wchodził w skład rady nadzorczej jako przewodniczący Orlen Gaz oraz członek rady Powszechnej Kasy Oszczędności Banku Polskiego (2002). Świadczył działalność ekspercką dla Narodowego Centrum Badań i Rozwoju, Komisji Europejskiej, Instytutu Organizacji i Zarządzania w Przemyśle „Orgmasz” i BIG Banku S.A.

## Odznaczenia i wyróżnienia
Odznaczony został Medalem Komisji Edukacji Narodowej.